# 桑原悠 (競艇選手)
桑原 悠（くわはら ゆう、1987年5月27日 - ）は、長崎県出身の競艇選手。登録番号4497。身長166cm。血液型A型。102期。長崎支部所属。同期に山田康二、上野真之介、前田将太、河合佑樹らがいる。長崎日本大学高等学校卒業。

## 来歴
- やまと競艇学校時代、リーグ戦勝率6.65（準優出7　優出7　第1戦・第5戦優勝）の成績を残して、卒業記念競走に優出（3着）した。
- 2008年5月9日、大村競艇場でデビュー（5着）。
- 2009年2月9日、若松競艇場での「Boatboy Cup」最終日8Rで初勝利（110走目）。
- 2011年10月23日、蒲郡競艇場での「日本財団会長杯争奪戦」で初優勝（優出7回目）。
- 2012年5月16日、児島競艇場での「G3新鋭リーグ第8戦」5日目11Rの準優勝戦でスタート事故、3ヶ月の新鋭戦出場資格喪失で2012年秋の新鋭王座決定戦競走が出場不能になった（新鋭リーグ優勝で得た優先出場は無効）[1]。
- 2013年4月12日、大村競艇場での「G1開設61周年記念 海の王者決定戦」3日目7RでG1初勝利[2]。
- 2019年2月14日、芦屋競艇場において開催された第65回九州地区選手権を3コースまくりで制し、初のG1を獲得。これにより、戸田競艇場において3月16日から開催されるSG第54回総理大臣杯の出場権を獲得。その総理大臣杯では、予選を5位で通過。3月20日に行われた準優勝戦11Rにおいて吉川元浩に次いで2着に入り、SG初出場にして初優出。そして3月21日に行われた優勝戦第12Rは、大外6コースから3着に食い込んでいる。